# Strangalia mediolineata
Strangalia mediolineata är en skalbaggsart som beskrevs av Maurice Pic 1954. Strangalia mediolineata ingår i släktet Strangalia och familjen långhorningar. Inga underarter finns listade i Catalogue of Life.